# پامپا (تگزاس)
پامپا، تگزاس(به انگلیسی: Pampa, Texas) شهری در ایالت تگزاس از ایالات جنوبی ایالات متحده آمریکا است. در سرشماری سال ۲۰۰۰، جمعیت این شهر ۱۷۸۸۷ نفر اعلام شد.